# Debra Winger
Mary Debra Winger (Cleveland Heights, Ohio, 16 de mayo de 1955) es una actriz estadounidense nominada en tres ocasiones al Óscar, por An Officer and a Gentleman (1982), La fuerza del cariño (1983) y Shadowlands (1993).

## Vida personal y carrera
Nació en Cleveland Heights, en el estado de Ohio, con el nombre Mary Debra Winger. Su padre, de ascendencia judía, era distribuidor de productos cárnicos; su madre también profesaba la religión hebrea.

### Primeros años
A los 16 años abandonó el colegio y se marchó con su familia a Israel, donde vivió durante un tiempo en un kibutz. Fue enrolada en las Fuerzas de Defensa de Israel, lo que marcó su carácter con una personalidad ruda y fuerte en el ambiente marcial de las milicias.
De vuelta en los Estados Unidos a los 18 años sufrió un grave accidente automovilístico que la dejó semiparalítica y ciega, lo que la obligó a guardar cama durante 10 meses. Estudió criminología y sociología, pero dejó sus estudios para trabajar como guía en un parque temático. Pasó casi un año hasta que Winger pudo recuperar su movilidad y visión y fue entonces cuando tomó la determinación de ser actriz.

### Primeros papeles
Winger fue consecuente con su decisión y comenzó a trabajar en anuncios de televisión para darse a conocer. Su inicio fue en Slumber Party '57 en la que aparece desnuda, siendo una de las primeras actrices en aparecer sin censura.
Entonces fue contratada para una serie de televisión muy popular en los Estados Unidos, Wonder Woman (1975-79), con la que tuvo un notable éxito encarnado a Drusilla, hermana menor de la protagonista. También participó brevemente en La mujer policía, exitosa serie protagonizada por Angie Dickinson.
A partir de allí ya consiguió papeles en el cine, aunque las primeras películas en las que intervino no llamaron la atención. Sí tuvo mayor impacto su primer filme donde tuvo un papel protagonista: Thanks God it's Friday, película musical sobre la fiebre de la música disco, donde Winger tuvo por compañero a Jeff Goldblum. La canción principal de la película, "Last Dance", cantada por Donna Summer, ganó el Premio Oscar.

### Grandes éxitos
Sin embargo, la consolidación de Debra Winger como estrella tardó en llegar un poco más: fue en 1980, al ser seleccionada entre 200 candidatas para el papel de amiga de John Travolta en Urban Cowboy, película que tuvo mucho éxito y que le permitió demostrar sus dotes de interpretación. 
Gracias a ello obtuvo dos años después dos papeles decisivos: uno como coprotagonista, con Nick Nolte, del filme Cannery Row (sustituyendo a Raquel Welch), y otro aún más importante, junto a Richard Gere, en la película Oficial y caballero, que tuvo un enorme éxito de taquilla, y por la cual consiguió una nominación al Oscar como mejor actriz principal. 
Un año después intervino en La fuerza del cariño, junto a Shirley MacLaine, y volvió a ser nominada a un Oscar. En 1986 rodó Peligrosamente juntos, con Robert Redford y Daryl Hannah, y en 1987 trabajó en Black Widow (La viuda negra), donde interpreta a una agente del FBI que investiga el caso de una bella dama (Theresa Russell) que asesina sistemáticamente a sus maridos para quedarse con sus fortunas. 
A finales de la década de 1980, Winger enlazó varios filmes de prestigio. En 1989 rodó una adaptación de la novela El cielo protector de Paul Bowles, bajo dirección de Bernardo Bertolucci y con John Malkovich como coprotagonista. En 1993 rodó junto a Anthony Hopkins Shadowlands (Tierras de penumbra), dirigida por Richard Attenborough (por la cual recibió su tercera nominación al Oscar), y en 1995 la comedia romántica Forget Paris (Olvídate de París) dirigida y coprotagonizada por Billy Crystal.

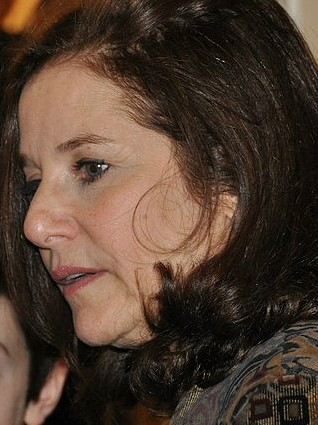
La actriz en 2009

Winger era considerada una actriz de excelencia, muy versátil, que matizaba intensamente sus personajes con un aura de fragilidad y rudeza, al mismo tiempo aunado a una buena apariencia y sensualidad muy personal. Sin embargo, se ganó además una reputación con los directores de entonces de ser una actriz con la que era difícil trabajar en el plató, debido a su intensa personalidad y propias ideas. Rechazó papeles en diversos proyectos prometedores, como A League of Their Own (1992), con Tom Hanks y Madonna, supuestamente porque no quería trabajar con ésta. Su papel lo hizo finalmente Geena Davis, y el filme terminó siendo un gran éxito comercial (más de 100 millones de dólares recaudados). Sobre su carácter difícil, en una ocasión explicó: «Nunca discuto por el tamaño de mi caravana ni cosas así, sino sobre trabajo». La legendaria Bette Davis salió en su defensa al decir: «En Debra Winger veo algo de mí».

### Últimos años
Tras estas películas y a los 40 años de edad, en 1995 Winger hizo saber a los profesionales del cine que no estaba interesada en actuar en películas comerciales si no tenían un debido nivel de calidad. Prefirió trabajar menos y pasar periodos más largos entre película y película antes que participar en filmes de poco nivel, por lo que la prensa lo consideró como un retiro de la industria del cine. Aun así ha ido trabajando regularmente desde entonces, demostrando en cada ocasión que es una gran actriz, con la versatilidad necesaria para actuar en papeles muy diversos. En 2002 protagonizó un singular documental, Searching for Debra Winger, dirigido por Rosanna Arquette.
En 2008 apareció en La boda de Rachel, protagonizada por Anne Hathaway y dirigida por Jonathan Demme, y en fechas próximas causó revuelo en los medios especializados al publicar sus polémicas memorias (tituladas Undiscovered) donde criticaba el mundillo de Hollywood. La participación de Winger en este filme cosechó muchas buenas opiniones del público, pero fue ignorada por los críticos.
Ha participado en un papel protagonista en la tercera temporada de la serie In treatment. Además ha dado una cátedra de cine en la Universidad de Harvard en la que enseña cine. 
En el 2017, ha participado en la película The lovers de Azazel Jacobs, hijo del cineasta experimental Ken Jacobs.
En 2020 protagonizó la película de Miranda July titulada Kajillonaire (Cómo sobrevivir en un mundo material).

## Vida personal
Debra Winger tuvo una corta relación con Robert Redford en 1986, pero lo abandonó ese año para casarse con un amigo de Redford, Timothy Hutton.
Winger estuvo casada durante cuatro años con el actor Timothy Hutton y la pareja tuvo un hijo, Noah, divorciándose en 1990. 
Tuvo por pareja al gobernador de Nebraska, Bob Kerrey, por algún tiempo. Unos años más tarde, en 1996, Winger se volvió a casar con un actor y agente de cine llamado Arliss Howard, con el que tuvo un segundo hijo.

## Filmografía
| Año  | Película                   | Título en español                           | Papel                              |
| ---- | -------------------------- | ------------------------------------------- | ---------------------------------- |
| 2017 | The lovers                 | Los amantes                                 | Mary                               |
| 2014 | Boychoir                   | Boychoir                                    | Señora Steele                      |
| 2012 | Lola Versus                | Lola Versus                                 | Robin                              |
| 2008 | Rachel Getting Married     | La boda de Raquel / El casamiento de Raquel | Abby                               |
| 2004 | Eulogy                     | Enredos de familia                          | Alice Collins                      |
| 2003 | Radio                      | Me llaman Radio                             | Linda                              |
| 2001 | Big Bad Love               | Big bad love                                | Marilyn                            |
| 1995 | Forget Paris               | Olvídate de París                           | Ellen Andrews Gordon               |
| 1993 | Shadowlands                | Tierras de penumbra / La tierra de sombras  | Joy Gresham                        |
| 1993 | A Dangerous Woman          | Una mujer peligrosa                         | Martha Horgan                      |
| 1993 | Wilder Napalm              | Fuego salvaje                               | Vida Foudroyant                    |
| 1992 | Leap of Faith              | El charlatán                                | Jane Larson                        |
| 1990 | The Sheltering Sky         | El cielo protector / Refugio para el amor   | Kit Moresby                        |
| 1990 | Everybody Wins             | Todo el mundo gana                          | Angela Crispini                    |
| 1988 | Betrayed                   | El sendero de la traición                   | Katie Phillips / Cathy Weaver      |
| 1987 | Made in Heaven             | Hecho en el cielo                           | Emmett Humbird                     |
| 1987 | Black Widow                | El caso de la viuda negra                   | Alexandra 'Alex' Barnes            |
| 1986 | Legal Eagles               | Peligrosamente juntos                       | Laura Kelly                        |
| 1984 | Mike's Murder              | El asesinato de Mike                        | Betty Parrish                      |
| 1983 | Terms of Endearment        | La fuerza del cariño                        | Emma Horton                        |
| 1982 | An Officer and a Gentleman | Oficial y caballero / Reto al destino       | Paula Pokrifki                     |
| 1982 | E.T: The Extra-Terrestial  | E.T., el extraterrestre                     | Enfermera / Voz del extraterrestre |
| 1982 | Cannery Row                | Destinos sin rumbo                          | Suzy DeSoto                        |
| 1980 | Urban Cowboy               | Cowboy de ciudad                            | Sissy                              |
| 1979 | French Postcards           | Un inolvidable curso en París               | Melanie                            |
| 1978 | Thank God It's Friday      | ¡Por fin, ya es viernes!                    | Jennifer                           |
| 1976 | Slumber party '57          | Fantasías sexuales                          | Debbie                             |

## Carrera televisiva
| Año       | Película           | Título en español               | Papel                  | Notas                   |
| --------- | ------------------ | ------------------------------- | ---------------------- | ----------------------- |
| 2018      | The Ranch          |                                 | Maggie Bennett         | Serie                   |
| 2014      | The Red Tent       | La Tienda Roja / La Carpa Roja  | Dinah                  | Miniserie (2 episodios) |
| 2010      | In Treatment       | En terapia                      | Frances Greer          | Serie                   |
| 2010      | Law & Order        | Ley y orden / La ley y el orden | Woodside               | Serie                   |
| 2005      | Sometimes in April | Siempre en abril                | Prudence Bushnell      | Película                |
| 2005      | Dawn Anna          | El coraje de Dawn Anna          | Dawn Anna Townsend     | Película                |
| 1992      | Sesame Street      | Barrio Sésamo / Plaza Sésamo    | Debra                  | Serie                   |
| 1978      | James at 15        | Problemas de un adolescente     | Hunter Country         | Serie                   |
| 1978      | Police Woman       | La mujer policía                | Phyllis Baxter         | Serie                   |
| 1978      | Special Olympics   | Una forma especial de amor      | Sherrie Hensley        | Película                |
| 1977      | Szysznyk           | Szysznyk                        | Jenny                  | Serie                   |
| 1976/1977 | Wonder Woman       | La mujer maravilla              | Drusilla / Wonder Girl | Serie                   |

## Premios
Premios Óscar
| Año  | Categoría               | Película             | Resultado |
| ---- | ----------------------- | -------------------- | --------- |
| 1983 | Oscar a la mejor actriz | Oficial y caballero  | Nominada  |
| 1984 | Oscar a la mejor actriz | La fuerza del cariño | Nominada  |
| 1994 | Oscar a la mejor actriz | Tierras de penumbra  | Nominada  |

Globos de Oro
| Año  | Categoría                                         | Película             | Resultado |
| ---- | ------------------------------------------------- | -------------------- | --------- |
| 1993 | Globo de Oro a la mejor actriz - Drama            | Una mujer peligrosa  | Nominada  |
| 1983 | Globo de Oro a la mejor actriz - Drama            | La fuerza del cariño | Nominada  |
| 1982 | Globo de Oro a la mejor actriz - Drama            | Oficial y caballero  | Nominada  |
| 1980 | Globo de Oro a la mejor actriz de reparto         | Cowboy de ciudad     | Nominada  |
| 1980 | Globo de Oro a la nueva estrella del año - Actriz | Cowboy de ciudad     | Nominada  |

Tokyo International Film Festival
| Año  | Categoría    | Película            | Resultado |
| ---- | ------------ | ------------------- | --------- |
| 1994 | Mejor actriz | Una mujer peligrosa | Ganadora  |